# Pluto TV
Pluto TV é um serviço de streaming gratuito americano pertencente à Paramount Global através da sua divisão Paramount Streaming. Cofundado por Tom Ryan, Ilya Pozin e Nick Grouf em 2013 e com sede em Los Angeles, Califórnia, Pluto é um serviço gratuito de vídeo sob demanda (VOD), suportado por anunciantes, que oferece principalmente uma seleção de conteúdo de programação por meio de canais lineares digitais projetados para emular a experiência da programação de transmissão tradicional. A receita do serviço é gerada a partir de anúncios em vídeo vistos durante a programação em intervalos de anúncios estruturados de maneira semelhante às encontradas na televisão convencional.
A Pluto TV licencia seu conteúdo diretamente dos provedores, e em março de 2020 negociava com 170 parceiros de conteúdo, fornecendo mais de 250 canais de programação. A plataforma oferece conteúdos do mundo inteiro, e não demanda nenhum tipo de registro, podendo ser acessada gratuitamente através do site pluto.tv, aplicativos disponíveis para Android e iOS, e também em dispositivos do tipo Amazon Fire TV, Android TV, Apple TV, Chromecast e Roku. Em dezembro de 2020 a plataforma informava ter 36 milhões de usuários ativos por mês e estar presente em 24 países.
Em 4 de abril de 2022, foi anunciado o lançamento da Pluto TV nos consoles Xbox e na Microsoft Store no Windows. Através da parceria entre a Pluto TV e a Microsoft, os usuários dos produtos da empresa terão a plataforma disponível para uso.
Em abril de 2022, foi confirmado o lançamento da Pluto TV na Suécia, Dinamarca e Noruega através de uma parceria entre a Paramount Global (antiga ViacomCBS) e a Nordic Entertainment Group.
Em junho de 2022 a plataforma contava com 342 canais nos Estados Unidos, 124 canais na América Hispânica e 80 canais no Brasil.
Em abril de 2023, a Pluto TV tinha um total de 80 milhões de usuários ativos mensais.

## Programação

### Primeiros anos (2014-2019)
Em 31 de março de 2014, a Pluto TV iniciou suas operações a partir de seu site em versão beta, nos Estados Unidos. Foi originalmente desenvolvido para fornecer canais selecionados de conteúdo online já existentes, oferecendo uma lista de quase 100 canais categorizados com conteúdo agregado de várias plataformas originais da web (incluindo YouTube, Vimeo e Dailymotion), bem como conteúdo adicional fornecido por meio de parcerias com serviços de conteúdo original da web e redes de televisão.
Em 2018, a Pluto TV expandiu-se para partes da Europa. Inicialmente, em 1º de outubro de 2018, a Pluto TV foi lançada de forma experimental dentro do serviço de televisão por assinatura SKY, no Reino Unido, oferecendo uma lista inicial de mais de 12 canais selecionados.
Em 4 de dezembro de 2018, a Pluto TV inaugurou o seu serviço na Alemanha e na Áustria também em caráter experimental.  Inicialmente, o serviço incorporou 15 canais de streaming compostos por serviços exclusivos da Pluto TV com conteúdo em alemão e em inglês, bem como canais compilados por criadores independentes de conteúdo.
Em 2019, a Pluto TV é oficialmente lançada na Alemanha, Áustria, Suíça e Reino Unido, inclusive com disponibilidade para dispositivos móveis. Em 2020, é lançada na Espanha, Itália e França.

### No Brasil
Em 3 de fevereiro de 2020, a ViacomCBS (atual Paramount Global) anunciou o lançamento da plataforma para toda a América Latina com conteúdos em espanhol e português. No anúncio foi dito que a plataforma entraria no ar no final do mesmo ano para o Brasil. Em 18 de novembro de 2020, a Pluto TV foi lançada em regime experimental no Brasil. Em 8 de dezembro de 2020, a ViacomCBS anunciou oficialmente o lançamento da plataforma.
Inicialmente foram disponibilizados 24 canais fixos e três canais temáticos temporários de Natal, a partir do dia 18 de dezembro do mesmo ano, mais três canais juntariam-se às grade, totalizando 27 canais fixos. Somados aos números iniciais de canais disponíveis, a empresa informava o objetivo de chegar até o final de 2021 com 60 canais e 7.800 horas de conteúdo. Além dos canais, a Pluto também conta com uma biblioteca de filmes, programas, séries e reality shows que podem ser assistidos sob demanda.
O público alvo da plataforma no país são as classes C, D e E que, de acordo com a empresa, demandam de conteúdo, mas não têm a capacidade financeira de pagar por uma TV por assinatura.
A partir de março de 2021 os destaques do streaming Paramount+ passaram a serem exibidos no canal da Pluto TV "Paramount+ Apresenta".
Em abril de 2021, a Pluto TV lança o especial "Vencedores do Oscar", no mesmo mês que será apresentada a edição de 2021. Dentre os filmes estão The Hurt Locker (Guerra ao Terror) e Silver Linings Playbook (O Lado Bom da Vida).
Em junho de 2021, a ViacomCBS anunciou a promoção de ações de comunicação regionalizada com foco no mercado e audiência do Rio Grande do Sul, que foi escolhido como laboratório por ser uma área com ecossistema digital rico em termos de negócio e também de população conectada.  Em novembro de 2021, a campanha publicitária da Pluto TV ganha dimensão continental ao abranger toda a América Latina.
Em 14 de abril de 2022, foi anunciada a parceria da Paramount com a Globo. Inicialmente a plataforma Pluto TV incluirá em seu cardápio a novela Rock Story, as séries Dupla Identidade e As Cariocas. A novela Rock Story já está disponível na plataforma em formato on-demand para 18 países de fala espanhola e portuguesa. Aos poucos, as séries serão adicionadas à plataforma nos mercados latino-americanos.
Em 2 de junho de 2022, a Pluto TV lança o canal Orgulho LGBTQIA+, o primeiro canal lançado no Brasil que celebra a diversidade e a inclusão com séries e filmes sobre a temática, com essa inclusão, a programadora passa a contar com 80 canais para o mercado brasileiro.
Em dezembro de 2022 a Pluto TV revelou que os canais mais assistidos naquele ano foram Nickelodeon Bob Esponja, seguido por Cine Sucessos, MasterChef, Filmes Ação, Comedy Central South Park, Record News, Cine Terror, Nickelodeon iCarly, Filmes Suspense e Naruto. A plataforma encerrou 2022 com 107 canais lineares ativos, 6 canais extintos e 6 canais temporários, totalizando 119 canais lançados até aquele ano.
Em março a Pluto TV, principal serviço gratuito de streaming de televisão da Paramount no Brasil, e a UOL, maior empresa brasileira de conteúdo, tecnologia, serviços e meios de pagamento, acabam de anunciar uma parceria inédita no mercado brasileiro. A partir de hoje, o UOL será responsável pelas vendas diretas e programáticas do serviço de streaming de TV gratuito da Paramount, trazendo mais escala e comple mentariedade para os respectivos negócios. Ambas as marcas nativas do ambiente online unem forças para, em conjunto, trazer mais capilaridade e robustez para os respectivos negócios.
No dia 13 de fevereiro de 2024, foram adicionados  os canais: Dora, A Aventureira; Boruto: Naruto Next Generations; Pluto TV Caçadores de Óvnis; Pluto TV Acumuladores Obsessivos; Pluto TV Estado Paranormal e MTV Just Tattoo of Us. 

### Conteúdo
O serviço possui canais para os variados tipos de conteúdo, como programação infanto-juvenil, filmes, séries, entretenimento, entre outros conteúdos; e além de trazer conteúdos das marcas da ViacomCBS, como Paramount e Nickelodeon, a Pluto TV traz programas de outras empresas. O conteúdo da Pluto TV exibe desde programas voltados ao público infantil até as séries retrô. A maioria do conteúdo do serviço de streaming consiste em produções da Paramount Global, antiga ViacomCBS (Nickelodeon, Paramount Pictures, Comedy Central, MTV), onde a Pluto TV é de propriedade da empresa. Além dela, outras empresas tem seu conteúdo exibido no serviço de streaming, como:
- Fremantle
- Fuel TV[25]
- Globo (Globo Filmes, TV Globo)
- Globoplay
- Paramount+
- Nickelodeon
- Paramount Pictures
- Jovem Pan
- Lionsgate
- Universal Pictures
- Warner Bros.
- HBO
- Sato Company
- Sony Pictures (Columbia Pictures, Screen Gems, TriStar Pictures)
- Columbia Pictures
- TeleVix
- Vix
- Vídeo Brinquedo
- Viz Media
- Grupo Record
- Grupo Jovem Pan
- Fundação Padre Anchieta
- RedeTV!
- Toei Animation
- UOL
- Endemol Shine Group